# 王胤昌
王胤昌（？—？），南直隶常州府武进县人，明朝政治人物。

## 生平
万历二十五年（1597年）丁酉科应天乡试三十九名舉人，萬曆二十九年（1601年）辛丑科進士，授青州府推荐，擢官工部主事。崇禎十四年（1641年）春正月，李自成围河南府，城破，执副使王胤昌已下各官，皆不死，惟一典史不屈見殺。